# Eva Longoria
Pour les articles homonymes, voir Longoria.
Ne doit pas être confondu avec Evan Longoria.
Dame Eva Longoria ou Eva Longoria Baston est une actrice, réalisatrice, productrice, scénariste et mannequin américaine née le 15 mars 1975 à Corpus Christi (Texas). De 2007 à 2011, elle était aussi connue sous le nom d'Eva Longoria Parker à la suite de son mariage avec Tony Parker.
Elle se fait remarquer dans le feuilleton télévisé Les Feux de l'amour ainsi que dans la série policière Dragnet. Elle a acquis une notoriété internationale grâce à son rôle de Gabrielle Solis dans la série Desperate Housewives.
Elle est reconnue comme mannequin au niveau national dans les années 2000, après être apparue dans plusieurs campagnes publicitaires de grande envergure. Elle fait la couverture de nombreux magazines internationaux comme Vogue, Marie Claire et Harper’s Bazaar.
Durant la décennie suivante, elle se concentre sur la production et la réalisation. Elle fonde sa propre société de production UnbeliEVAble Entertainment. Elle travaille notamment pour les séries télévisées Devious Maids (qu'elle produit également), Jane the Virgin, Black-ish ainsi que Very Bad Nanny et Grand Hotel. 
Parallèlement, elle joue les vedettes invitées pour diverses séries télévisées (Brooklyn Nine-Nine, Devious Maids, Empire, Jane the Virgin), elle porte aussi sa production éphémère Telenovela et joue dans des longs métrages comme Lowriders, Overboard ou Dora et la Cité perdue. Depuis 2024, elle revient à la télévision dans la série à multiples récompenses Only Murders in the Building, puis elle interprète également Gala, le rôle le titre  dans La terre des femmes disponible sur Apple TV+.

## Biographie

### Enfance et formation
Eva Longoria est née le 15 mars 1975 de Enrique Longoria Jr. et Ella Eva Mireles, parents américains d'origine mexicaine. Benjamine d’une famille de quatre filles, (Elizabeth, Emily, Esmeralda et Eva), elle grandit dans un ranch au Texas. Elle étudie à l'université A&M du Texas à Kingsville, où elle obtient son diplôme de kinésiologie. Pour pouvoir terminer ses études, elle participe à un concours de beauté et gagne le prix de Miss Corpus Christi ; ce qui lui permet d'obtenir une bourse et de partir vivre à Los Angeles. Là, elle se fait repérer et signe un contrat avec un agent de théâtre.

### Carrière

#### Les débuts:Les Feux de l'amour(2000-2003)
En 2000, Eva Longoria commence sa carrière en apparaissant dans la série télévisée populaire : Beverly Hills 90210. La même année, à la suite d’une autre apparition dans un épisode du show médical Hôpital central, elle obtient le rôle d’Isabella Braña Williams dans le feuilleton ultra-populaire outre atlantique Les Feux de l’amour de 2001 à 2003.
En 2003, Eva Longoria est classée dans la liste des plus belles personnes, par le magazine People en Español. Après avoir quitté Les Feux de l’amour, Longoria obtient un rôle régulier dans la seconde saison de Dragnet (L.A. Dragnet), série télévisée policière qui lui apporte un certain crédit de star.
En 2004, elle continue son chemin avec deux productions malheureuses : Señorita Justice (en), mal reçue par la presse et un téléfilm Les Fantômes de l’amour, passé inaperçu.
Toutefois, cette même année, Eva Longoria décroche un rôle qui la propulse véritablement dans l’industrie hollywoodienne du cinéma, dans le rôle de Gabrielle Solis, ex top-model matérialiste qui finit en mère désespérée, dans le feuilleton télévisé Desperate Housewives, diffusée sur la chaîne ABC.

#### La révélation:Desperate Housewives(2004-2012)

Logo original de la série télévisée Desperate Housewives.

La série devient un succès à travers le monde et la carrière de Longoria est bel et bien lancée. La production est nommée et récompensée lors de prestigieuses cérémonies, comme les Golden Globes ou les Emmy Awards (l'équivalent des Oscars pour la télévision). Eva Longoria remporte également plusieurs distinctions grâce à sa performance. Notamment, elle est lauréate du titre de meilleure actrice remporté lors des cérémonies People's Choice Awards, ALMA Awards et NAACP Image Awards.
Cette même année, alors qu’elle commence les tournages de Desperate Housewives, Eva Longoria joue dans un film mal accueilli par le public, Carlita’s Secret, pour lequel elle est également la coproductrice.
En 2005, elle signe un contrat avec L’Oréal, dont elle est encore aujourd’hui l’égérie. Grâce à ce partenariat, l'actrice se produit dans de nombreuses publicités et événements mondains. En 2005 et 2006, elle est dans la liste des plus belles femmes de Hollywood, et est classée no 1 des stars féminines les plus hot dans le magazine Maxim, devenant ainsi la première femme à être en tête de liste deux années consécutives.
En 2006, Longoria est nommée pour un Golden Globes dans la catégorie « Meilleure performance par une actrice dans une série télévisée - Comique ou Musicale », pour son rôle de Gabrielle Solis dans le feuilleton télévisé Desperate Housewives. La même année, elle reçoit l’« honneur de Personnalité féminine de l'année » aux ALMA Awards.

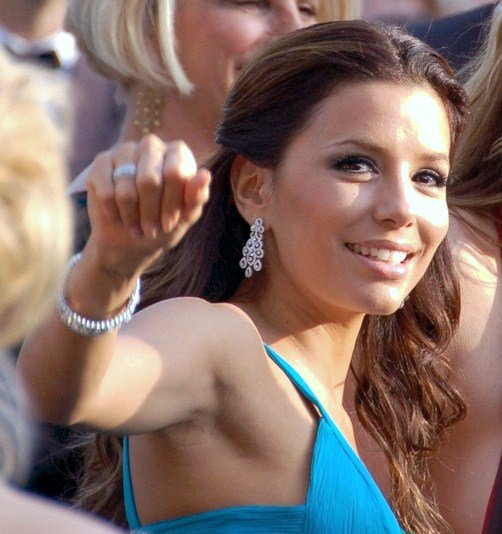
Eva Longoria au Festival de Cannes 2008.

Toujours en 2006, elle joue son premier grand rôle cinématographique aux côtés de Michael Douglas et Kiefer Sutherland dans le thriller dramatique The Sentinel, qui rapporte près de 80 millions de dollars au box office et elle donne la réplique à Christian Bale, dans le thriller indépendant, Bad Times, qui ne marque pas les esprits. 
Cette même année, Longoria fonde Eva’s Heroes, un organisme de bienfaisance qui aide les enfants ayant une déficience intellectuelle.
En janvier 2007, Eva Longoria est choisie pour être le premier visage de la marque Bebe Sport (en). Elle apparaît dans la campagne printemps-été, photographiée par Greg Kadel. L’actrice prête aussi son nom à la marque de crèmes glacées Magnum, à Heineken et à Hanes.
Cette même année, Eva Longoria est classée #9 dans le magazine Hot 100 et gagne les Critics Choice Awards, jouant les sirènes en Monique Lhuillier. Elle obtient un second rôle dans la comédie Les Femmes de ses rêves avec Ben Stiller qui rencontre un franc succès au box office mondial.
En 2008, lors de l’élection présidentielle américaine, elle exprime son soutien à Barack Obama. « Je suis démocrate. Je soutenais Hillary Clinton mais j'étais à Denver pour l'investiture de Barack Obama. Il possède un vrai charisme. » Elle ouvre avec William Todd English (en) un restaurant à West Hollywood qu’elle appelle Beso Restaurant. Cette année-là sort également la comédie Le Fantôme de mon ex-fiancée dont elle est en tête d'affiche, accueilli froidement par le public et la critique.
En 2009, elle s’associe à la campagne « I’m A PC » de Microsoft et apparaît aux côtés de son mari Tony Parker, dans les campagnes de London Fog. Cette même année, elle apparaît dans l’émission Fort Boyard, amassant 22 340 € pour la fondation Make-A-Wish. En décembre 2009, elle ouvre à Las Vegas, avec son associé un nouveau restaurant à viande, le Eve Nightclub.
En avril 2010, elle sort son premier parfum qui porte le nom « Eva by Eva Longoria ».
En janvier 2011, les médias annoncent qu’elle est contrainte de mettre en faillite son restaurant à Las Vegas. Cette année-là, elle prête sa voix pour les besoins du film d'animation Mission : Noël – Les Aventures de la famille Noël et fait partie du casting de la comédie romantique Without Men. Grâce à sa prestation, elle reçoit une nomination au titre de meilleure actrice lors de la cérémonie des NAACP Image Awards.

#### Diversification: entre production et réalisation (2012-présent)

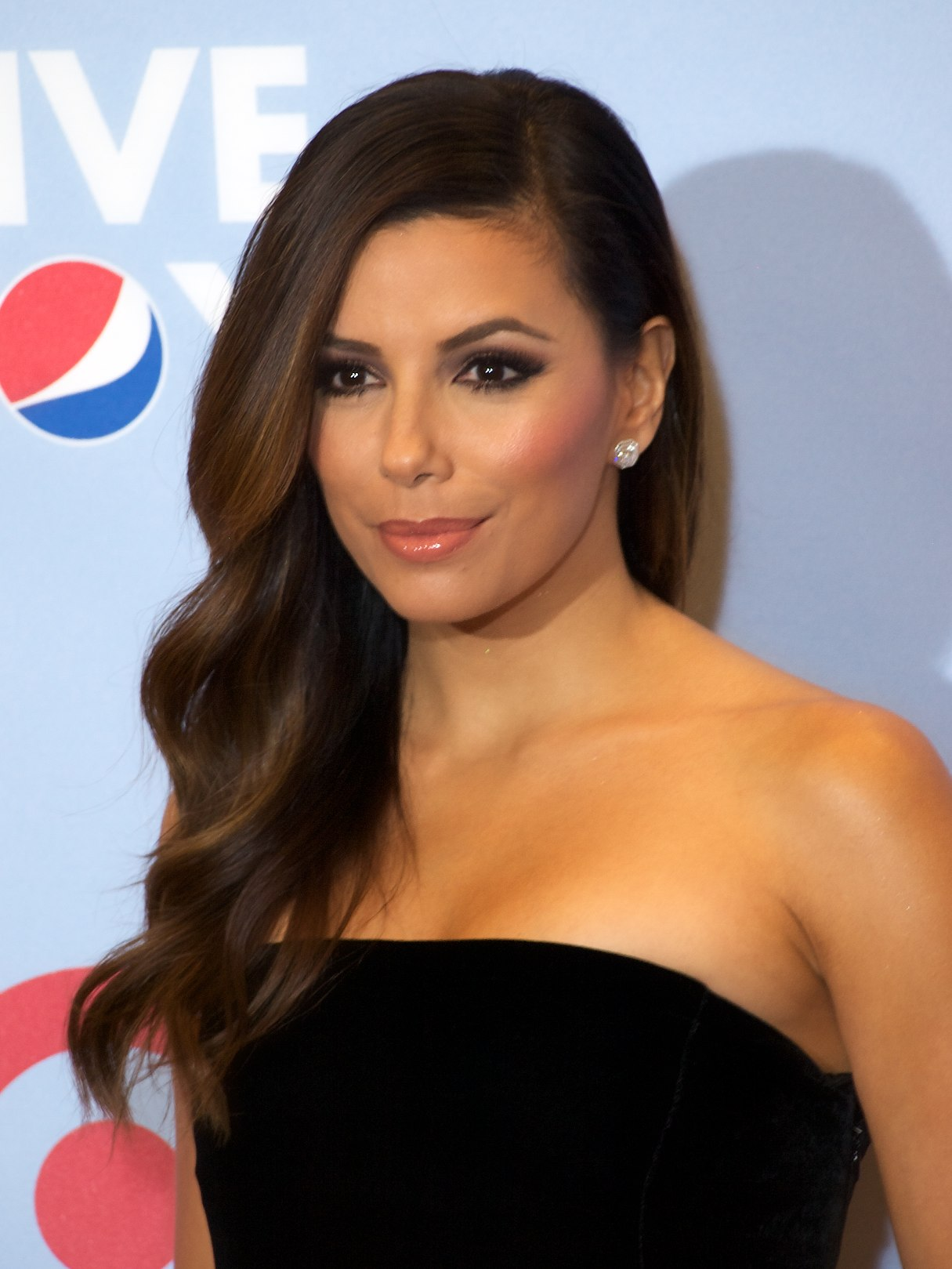
Lors de la 14e cérémonie des ALMA Awards, en 2012.

L’arrêt de la série Desperate Housewives est annoncé en 2012, après huit saisons de succès. L'actrice enchaîne les tournages, elle est à l’affiche des films confidentiels For Greater Glory aux côtés d’Andy García et A Dark Truth avec Forest Whitaker.
Parallèlement à ses interventions, l'actrice devient la productrice exécutive du show Devious Maids, la nouvelle création de Marc Cherry, son ancien producteur de Desperate Housewives, Adaptée d'une telenovela mexicaine qui suit le quotidien de femmes de ménage d'origine latine, la série reçoit des critiques majoritairement positives et réalise de belles performances pour la chaîne jusqu'en 2016.
En 2014, elle apparaît en tant que vedette invitée dans la série télévisée Brooklyn Nine-Nine et elle participe à la production du film John Wick.
En 2015, elle obtient un second rôle dans le thriller horrifique Visions, porté par l'actrice Isla Fisher, et elle fait partie du casting principal du drame Any Day aux côtés de Sean Bean et Kate Walsh, respectivement popularisés au niveau mondial par le film Le Seigneur des anneaux : La Communauté de l'anneau et la série Private Practice. Elle lance également la sitcom Telenovela, pour laquelle elle officie en tant qu'actrice et productrice principale, elle réalise même quelques épisodes, mais le show est arrêté à l'issue de la première saison, faute d'audiences. Malgré cela, la prestation d'Eva Longoria est remarquée et saluée par une nomination au titre de meilleure actrice lors de la cérémonie des Imagen Awards.
En 2016, elle fait son retour sur grand écran, décrochant un rôle dans le drame Low Riders, salué par la critique lors de sa commercialisation en mai 2017. Eva Longoria reçoit une nouvelle citation pour l'Imagen Awards de la meilleure actrice. Elle joue ensuite l'invitée de marque pour son show Devious Maids et elle poursuit son travail de réalisatrice, pour les besoins d'un épisode de la série Jane the Virgin.

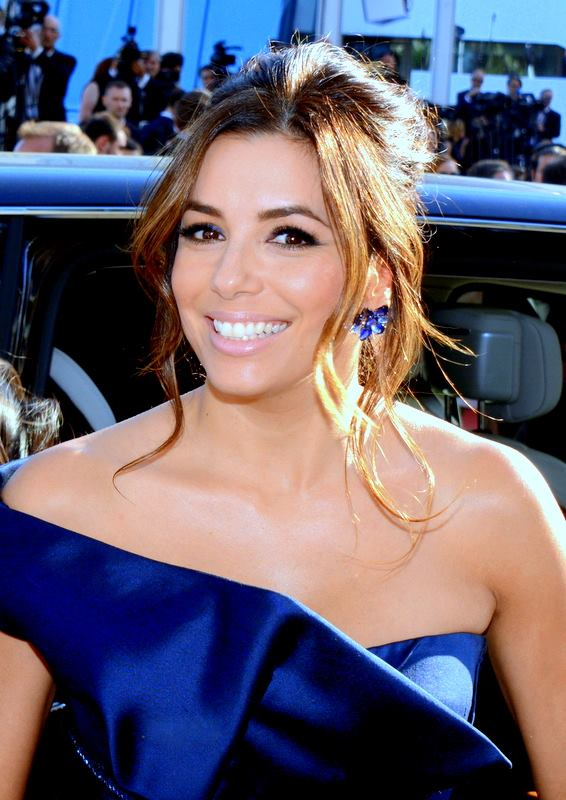
L'actrice au Festival de Cannes 2015.

En 2017, elle renouvelle l'expérience de la direction, pour la série récompensée aux Golden Globes, Black-ish. Cette même année, elle retrouve les plateaux du petit écran, dans l'un des rôles principaux de la mini série Decline and Fall développée par la chaîne britannique BBC. Il s'agit de l’adaptation d’un roman d’Evelyn Waugh en trois parties, décrit comme une satire sociale. Elle obtient également un rôle récurrent pour la troisième saison de la série télévisée Empire, qui rencontre un franc succès outre atlantique.
Parallèlement à ses activités d'actrice, elle lance sa propre ligne de vêtements, exclusivement pour le site de vente en ligne The Limited. L'Eva Longoria Collection rencontre un franc succès grâce à ses prix attractifs et sa diversité dans les modèles proposés. 
En mars 2017, en partenariat avec la Fox, Eva intègre, aux côtés de Ken Marino, le casting principal de la série comique Type-A, qui s’intéresse à un groupe de spécialistes embauchés pour faire le travail que les autres ne veulent pas faire,. Finalement, le réseau de diffusion rejette ce pilote. 
En fin d'année, elle revient à la télévision en tant que productrice en étant aux commandes pour le réseau ABC de l'adaptation de Grand hôtel, une série espagnole à succès. Elle y octroie un rôle à son amie Roselyn Sánchez, avec qui elle a déjà travaillé pour les séries Dragnet et Devious Maids. Coutumière des interventions dans ses productions, l'actrice y joue également, le temps d'apparitions en tant que vedette invitée. Mais la série est annulée au bout d'une saison, en raison d'une érosion des audiences.  
En 2018, elle est de retour au cinéma dans un second rôle, pour la comédie Overboard, elle y incarne la meilleure amie de l'héroïne jouée par l'actrice Anna Faris. Il s'agit d'un remake du film homonyme, sorti en 1987. À sa sortie, le film décroche la seconde place du box office américain et lui vaut le prix de la meilleure actrice lors des Imagen Awards. Dans le même temps, elle joue son propre rôle, le temps d'un épisode de Jane the Virgin tout en achevant le tournage de la comédie Dog Days, réalisé par son ex partenaire de jeu de Type A, Ken Marino, elle y donne la réplique aux jeunes vedettes Nina Dobrev et Vanessa Hudgens.
Elle retourne aussi sur les plateaux des séries Black-ish et Very Bad Nanny pour y réaliser un épisode et passe aussi derrière la caméra pour une nouvelle série comique LA to Vegas.
En 2019, l'actrice surprend en acceptant de rejoindre l'adaptation cinématographique de la série télévisée d'animation Dora et la Cité perdue. Elle y joue le rôle de la mère de l'héroïne principale, incarnée par Isabela Moner,. La même année, elle rejoint le drame indépendant Sylvie d'Eugene Ashe aux côtés de Tessa Thompson, le film est présenté en avant-première au Festival du film de Sundance 2020. Dans le même temps, elle réalise son premier long métrage pour Universal Pictures, 24/7, dans lequel l'actrice occupe la vedette aux côtés de son amie Kerry Washington. Puis, elle réalise, en parallèle, le pilote d'une série télévisée en développement pour The CW Television Network, Glamorous, portée par Brooke Shields et produite par Damon Wayans Jr..
En 2020, elle est à l'affiche de la mini-série Flipped distribuée par la plateforme de streaming Quib, qui lui permet de partager la vedette et de travailler, pour la troisième fois, aux côtés d'Andy García. L'actrice Kaitlin Olson, que Longoria a dirigé dans Very Bad Nanny fait également partie du casting. La même année, elle tourne sous la direction de Jamie Foxx dans son premier long métrage en tant que réalisateur, la comédie All Star Weekend aux côtés de Benicio del Toro et produit un drame féminin pour Universal. Et elle continue de réaliser des épisodes de séries télévisées, en collaborant avec son vieil ami Mario López, producteur d'une série Netflix, The Expanding Universe of Ashley Garcia.
Le 22 février 2024, il est annoncé qu'Eva Longoria a rejoint la quatrième saison d'Only Murders in the Building dans un rôle récurrent.
En 2025, après avoir fait le Mexique et l'Espagne avec l'émission Searching For, elle débute un tour de France des spécialités culinaires, passant par la Bretagne, la Provence et l'Alsace. La diffusion de cette nouvelle saison est prévue pour printemps 2026.
Le 6 Août 2025, elle est à l’affiche de la comédie The Pickup, ayant pour co-vedettes Eddie Murphy, Pete Davidson et Keke Palmer.

## Vie privée

### Vie maritale et familiale

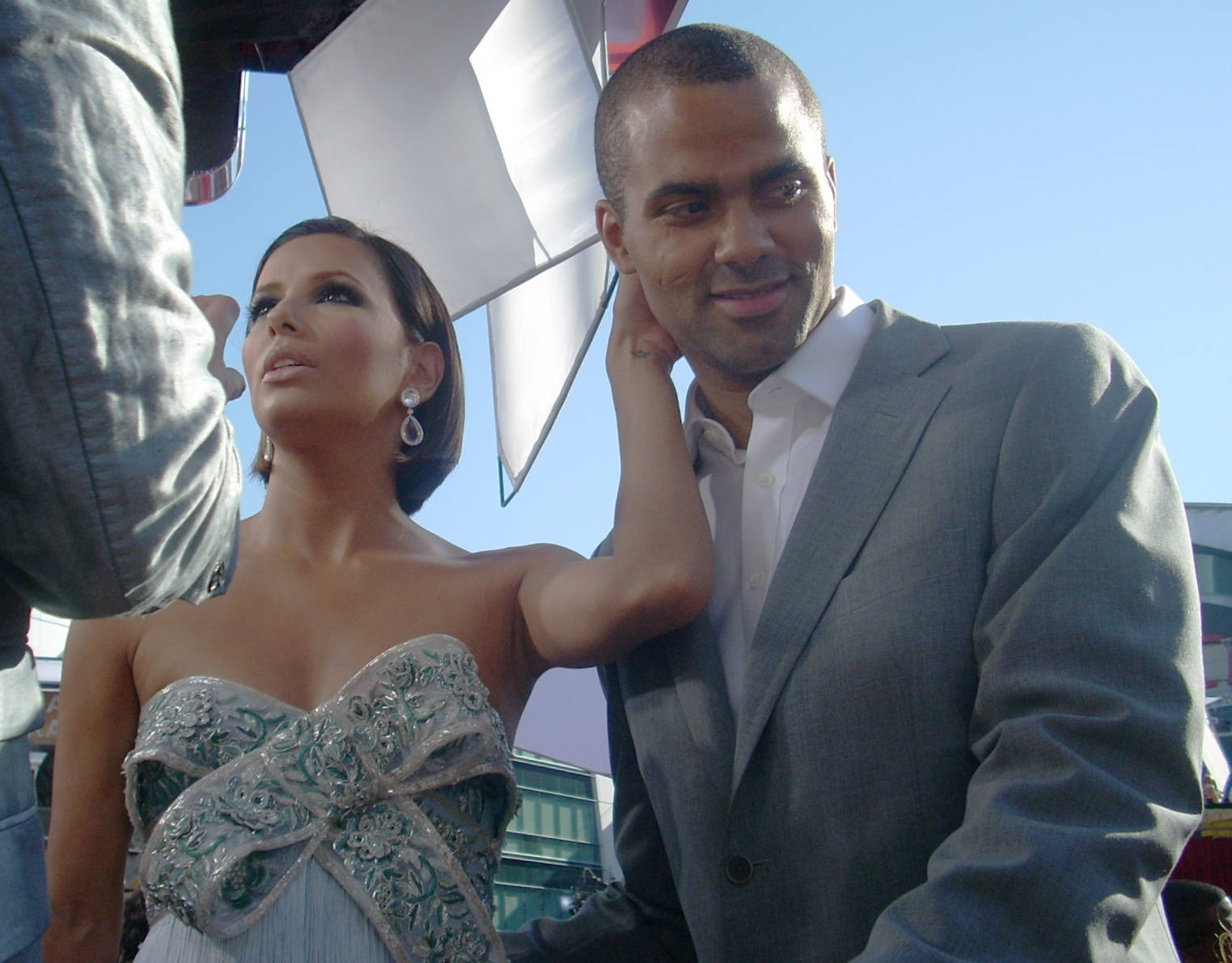
Eva Longoria et son mari Tony Parker aux Emmy Awards 2008.

Le 20 janvier 2002, Eva Longoria épouse l’acteur Tyler Christopher, qu’elle fréquente depuis 2001. Ils divorcent en janvier 2004. 
En 2004, elle fréquente briévement le chanteur JC Chasez.
En novembre 2004, Eva Longoria commence à fréquenter le basketteur français Tony Parker. Après s’être fiancés en novembre 2006, ils se sont mariés le 7 juillet 2007 à Paris. Le 17 novembre 2010, Eva Longoria a demandé le divorce citant des « désaccords insurmontables », au bout de six ans de vie commune et trois ans de mariage. Peu après l’annonce de leur séparation, la jeune femme a affirmé à son ami Mario López, qu’elle a trouvé une centaine de textos d’une femme dans le téléphone de Tony. La personne concernée se prénomme Erin Barry, l’ex-femme de Brent Barry (un ancien ami de Tony Parker). Il est alors révélé que, à cette époque, Erin et Brent étaient également sur le point de divorcer. Le 19 novembre 2010, Tony a à son tour demandé le divorce citant des « désaccords et conflits de personnalités ». Leur divorce a été prononcé le 28 janvier 2011.
En juin 2012, Eva Longoria se sépare d’Eduardo Cruz, le jeune frère de Penélope Cruz, qu’elle fréquentait depuis février 2011,. 
Après avoir fréquenté le joueur de football américain Mark Sanchez, de juillet à octobre 2012, elle fréquente un entrepreneur originaire de Miami, Ernesto Arguello, pendant l’été 2013.

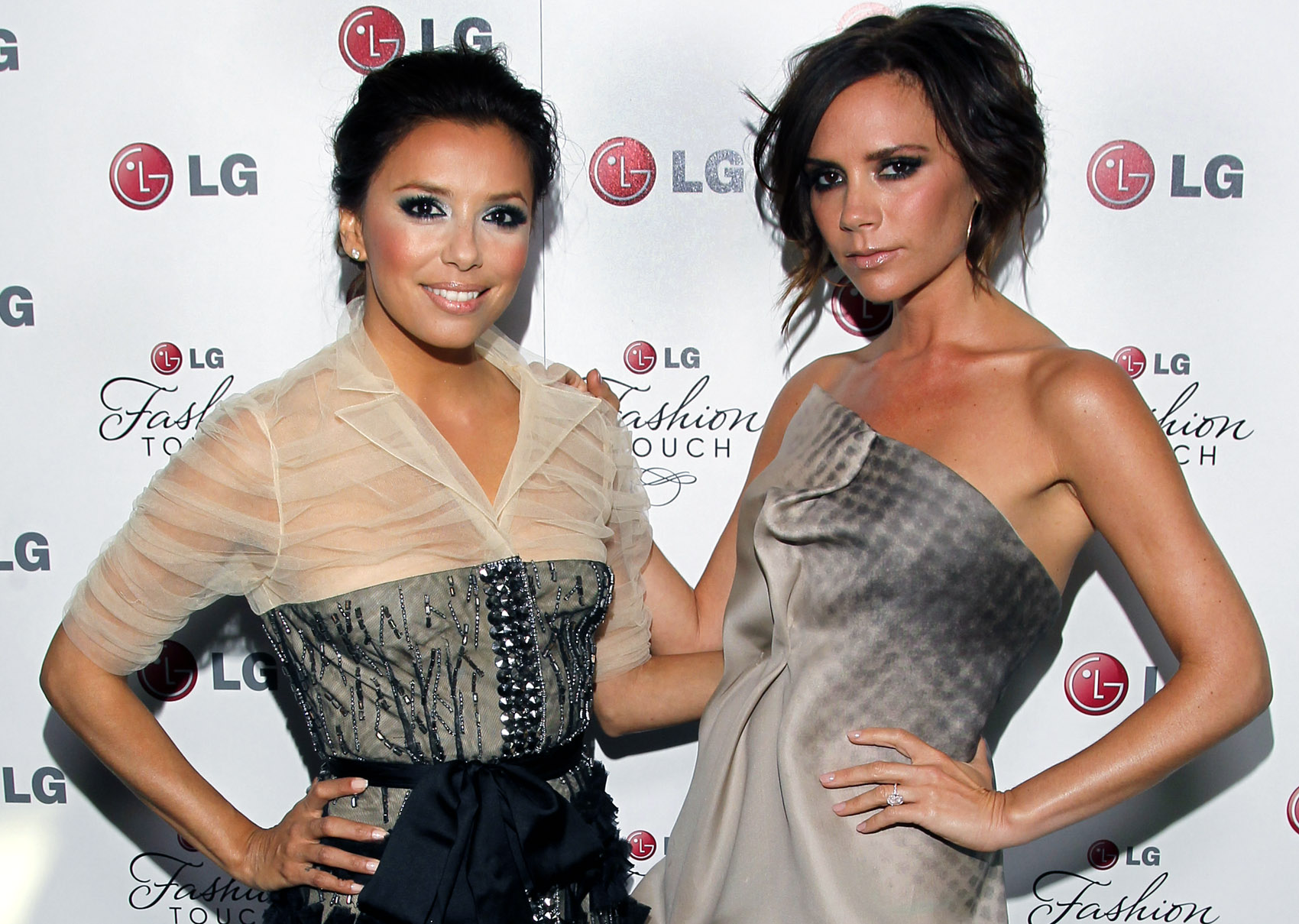
Eva Longoria et Victoria Beckham lors d'un événement organisé par la marque LG mobile, en 2010.

Depuis octobre 2013, Eva Longoria est la compagne de l’homme d’affaires Jose Antonio Baston. Le 13 décembre 2015, le couple se fiance à Dubaï,. Ils se sont mariés le 21 mai 2016 à Valle de Bravo au Mexique. Près de 200 personnes étaient conviées dont le couple Beckham, Katy Perry, Ricky Martin et Penélope Cruz. C'est Victoria Beckham, sa meilleure amie, qui a dessiné sa robe de mariée. Eva est d'ailleurs la marraine de la fille de David et Victoria Beckham, Harper. En décembre 2017, la presse people révèle que l'actrice est enceinte de leur premier enfant, un garçon dont la naissance est prévue en juin 2018,. Le 19 juin 2018, elle accouche donc de son premier enfant nommé Santiago Enrique Baston. Le 23 juin 2019, elle fait baptiser son fils, qui a pour parrain l'acteur Amaury Nolasco, et pour marraine l'actrice Maria Bravo.

### Activisme et philanthropie
Eva Longoria soutient la cause de l'immigration. Elle n'hésite pas à exprimer publiquement ses opinions comme lors de ses nombreux déplacements pour des événements et manifestations et elle considère la loi d'immigration de l'Arizona comme anticonstitutionnelle.
Elle est la porte-parole nationale de PADRES Contra El Cancer et a signé des chaussures pour le Spirit of Women Red Shoe Celebrity Action. Eva Longoria soutient également le Clothes Off Our Back Foundation, le National Center for Missing and Exploited Children, le National Stroke Association, le Project HOME et St. Jude Children’s Research Hospital.
Elle a été nommée philanthrope de l’année par The Hollywood Reporter, pour son engagement et ses efforts qui ont fait de grandes différences dans la communauté latino-américaine et d’autres organismes humanitaires.
Elle parraine le Global Gift Gala, un événement de charité, dont l'intégralité des fonds collectés, est ensuite reversée à la Fondation Eva Longoria, qui vient en aide aux femmes et enfants de la communauté latino-américaine défavorisée et à la Bertin Osborne Foundation pour les enfants atteints de paralysie cérébrale.
Ouvertement démocrate, elle est une fervente admiratrice de Barack Obama. Elle soutient Hillary Clinton lors de l'élection présidentielle de 2016 face à Donald Trump et est présente sur scène lors de certaines conventions du Parti démocrate,. En 2020, elle appelle à voter pour Joe Biden.
Lors d’une entrevue à propos de Desperate Housewives en 2004, elle mentionne être atteinte de TDAH,.
En 2019, HollyRod Foundation (en) lui remet le prix HollyRod Humanitarian lors de gala annuel DesignCare.

## Filmographie

### Cinéma

#### Longs métrages
- 2003 : Snitch’d de James Cahill : Gabby (vidéofilm)
- 2004 : Señorita Justice (en) de Kantz : Détective Roselyn Martinez (vidéofilm)
- 2004 : Carlita's Secret de George Cotayo : Carlita (vidéofilm) -également co-productrice-
- 2005 : Bad Times de David Ayer : Sylvia
- 2006 : The Sentinel de Clark Johnson : Jill Marin
- 2007 : Les Femmes de ses rêves (The Heartbreak Kid) de Peter et Bobby Farrelly : Consuela
- 2008 : Le Fantôme de mon ex-fiancée (Over Her Dead Body) de Jeff Lowell : Kate
- 2008 : Desperate Teachers de Mark Lafferty : Rebecca Seabrook
- 2011 : Without Men de Gabriela Tagliavini : Rosalba
- 2012 : Cristeros de Dean Wright : Tulita
- 2012 : Crazy Kind of Love (en) de Sarah Siegel-Magness : Marion
- 2012 : The Baytown Outlaws : Les Hors-la-loi de Barry Battles : Celeste
- 2013 : A Dark Truth de Damian Lee : Mia Francis
- 2013 : In a World de Lake Bell : elle-même
- 2014 : Frontera (en) de Michael Berry : Paulina
- 2015 : Visions de Kevin Greutert : Eilleen
- 2015 : Any Day de Rustam Branaman : Jolene
- 2016 : Un Cuento de Circo & A Love Song de Demián Bichir : Angela
- 2016 : LowRiders de Ricardo de Montreuil : Gloria Alvarez
- 2018 : Overboard de Rob Greenberg : Theresa
- 2018 : Dog Days de Ken Marino : Grace
- 2019 : Dora et la Cité perdue (Dora and the Lost City of Gold) de James Bobin : Elena, la maman de Dora
- 2020 : Sylvie d'Eugene Ashe : Carmen
- 2021 : Tell It Like a Woman
- 2021 : All-Star Weekend de Jamie Foxx
- 2021 : Unplugging : Jeanine
- 2025 : The Pickup de Tim Story
- 2025 : War of the Worlds de Rich Lee

#### Courts métrages
- 2005 : Hustler’s Instinct de Umberto Gonzalez : Vanessa Santos
- 2013 : Out of the blue d'elle-même : Diana

#### Films d'animation
- 2011 : Mission : Noël – Les Aventures de la famille Noël de Sarah Smith et Barry Cook : Chef Da Silva (voix)
- 2012 : Foodfight! de Lawrence Kasanoff : Lady X (voix)
- 2021 : Baby Boss 2 : Une affaire de famille : Carol Templeton (voix)

### Télévision

#### Téléfilms
- 2004 : Les Fantômes de l'amour de Stephen Kay : Jeanie

#### Séries télévisées
- 2000 : Beverly Hills 90210 : L’hôtesse de l'air #3 (saison 10, épisode 19)
- 2000 : Hôpital central : la sosie de Brenda Barrett (saison 10, épisode 19)
- 2001-2003 : Les Feux de l'amour : Isabella Braña Williams (Rôle principal, 147 épisodes)
- 2003-2004 : Dragnet : Détective Gloria Duran (Rôle récurrent, 10 épisodes)
- 2004-2012 : Desperate Housewives : Gabrielle Solis (Rôle principal, 180 épisodes)
- 2005 : Punk'd : Stars piégées : elle-même (saison 4, épisode 1)
- 2006 : Une famille du tonnerre : Brooke (saison 5, épisode 20)
- 2008 : Childrens Hospital : la nouvelle chef (saison 1, épisode 10)
- 2009 : Projet haute couture : elle-même, juge (saison 6, épisode 5)
- 2013 : Welcome to the Family : Mme Ana Nunez (saison 1, épisode 3)
- 2014-2015 : Brooklyn Nine-Nine : Sophia Perez (saison 2, 6 épisodes)
- 2015-2016 : Telenovela : Ana Sofia Calderon (Rôle principal, 11 épisodes) - également productrice exécutive et réalisatrice d'un épisode
- 2016 : Devious Maids : elle-même (saison 4, épisode 1) -également productrice exécutive de la série et réalisatrice d'un épisode
- 2016 : Lip Sync Battle (en) : elle-même (saison 1, épisode 3)
- 2016 : Maya & Marty (en) : Various (saison 2, épisode 6)
- 2017 : Decline and Fall : Margot Beste-Chetwynde (mini-série, rôle principal - 3 épisodes)
- 2017 : Empire : Charlotte Frost (saison 3, 3 épisodes)
- 2018 : Jane the Virgin : elle-même (saison 4, épisode 11)
- 2019 : Grand Hotel : Beatriz Mendoza (saison 1, 3 épisodes)
- 2020 : Flipped : Fidelia
- 2024 : Only Murders in the Building (saison 4, rôle récurrent)  : Elle-même,   interprétant la version cinématographique de Mabel
- 2024 : La Terre des femmes : Gala

##### Séries d'animation
- 2013 : Mother Up! : Rudi Wilson (animation, voix originale - 13 épisodes) - également productrice exécutive
- 2013 : Les Simpson : Isabel Gutiérrez (animation, voix originale - saison 25, épisode 6)
- 2018 : BoJack Horseman : La mère de Yolanda (animation, voix originale - saison 5, épisode 3)

### Comme productrice
- 2003 : Hot Tamales Live: Spicy, Hot and Hilarious de Scottie Madden (vidéofilm)
- 2006 : 8e cérémonie des ALMA Awards (émission de télévision)
- 2007 : 9e cérémonie des ALMA Awards (émission de télévision)
- 2009 : 11e cérémonie des ALMA Awards (émission de télévision)
- 2010 : Tenement de Franc. Reyes
- 2011 : 13e cérémonie des ALMA Awards (émission de télévision)
- 2011 : The Harvest - La récolte (documentaire)
- 2013 : Ready for Love (en) (série télévisée)
- 2013-2016 : Devious Maids (série télévisée, 49 épisodes)
- 2014 : John Wick de Chad Stahelski
- 2014 : Food Chains (documentaire)
- 2015 : Wasted Beauty de Martin Paves (court métrage)
- 2016 : Our is a Future (documentaire)
- 2018 : Reversing Roe (documentaire)
- 2019 : Grand Hotel (série télévisée, 12 épisodes)

### Comme réalisatrice
- 2010 : Latinos Living the American Dream (documentaire) -également productrice exécutive et scénariste-
- 2011 : A Proper Send-Off (court métrage)
- 2013 : Out of the Blue (court métrage)
- 2014 : Devious Maids (série télévisée, 1 épisode)
- 2015 : Eva Longoria's Versus (émission de télévision, 1 épisode - également productrice)
- 2016 : Telenovela (série télévisée, 1 épisode)
- 2016 : Jane the Virgin (série télévisée, 1 épisode[75])
- 2017-2019 : Black-ish (série télévisée, 3 épisodes)
- 2017-2018 : Very Bad Nanny (série télévisée, 2 épisodes)
- 2018 : LA to Vegas (série télévisée, 1 épisode)
- 2019 : Sanctuary (documentaire) -également productrice-
- 2019 : Grand Hotel (série télévisée, 1 épisode)
- 2020 : The Expanding Universe of Ashley Garcia (série télévisée, 2 épisodes)
- 2021 : Why Women Kill (série télévisée, 1 épisode)
- 2023 : Flamin' Hot

### Clips
Elle apparaît dans le clip de Tony Parker Balance-toi et dans celui de Jessica Simpson A Public Affair. 
Elle rappe aussi dans un clip pour les MTV Europe Music Awards. 
Elle apparaît également dans le clip d’Enrique Iglesias I Like How It Feels en duo avec Pitbull.

## Distinctions
Note : Cette section récapitule les principales récompenses et nominations obtenues par Eva Longoria. Pour une liste plus complète, se référer au site IMDb.

Depuis 2018,,, elle possède sa propre étoile sur le Hollywood Walk Of Fame à Los Angeles, décernée par la Chambre du Commerce d'Hollywood, qui Diplôme par des étoiles, les artistes du monde de la culture. À la suite de cette reconnaissance, l'actrice déclare : 

« Je n'aurais jamais rêvé qu'un jour je recevrais une étoile sur le Hollywood Walk of Fame. Mais le plus ironique c'est que reçois mon étoile la même année que mon idole, mon inspiration, ma camarade originaire de Corpus Christi, Selena Quintanilla. Elle était la raison pour laquelle j'ai même osé rêver qu'une vie meilleure était possible. Que la vie n'a pas eu à vous éloigner d'où vous venez. Tant de personnes deviennent célèbres et laissent la ville d'où ils venaient sans jamais remercier le rôle qu'elle a joué dans leur vie. Selena était fière d'être de Corpus Christi, au Texas. Et cela m'a aussi rendue fière d'être de Corpus. Elle a ouvert la voie pour nous tous et je lui serai toujours reconnaissante pour non seulement cela, mais pour la joie que j'ai ressentie lorsque je l'ai vue sur scène. Son sourire, son charisme, sa beauté a mis chaque personne qui la regardait sous son charme. Merci Selena. Je sais que je vais recevoir mon étoile sur le Walk of Fame, car vous avez osé rêver. »

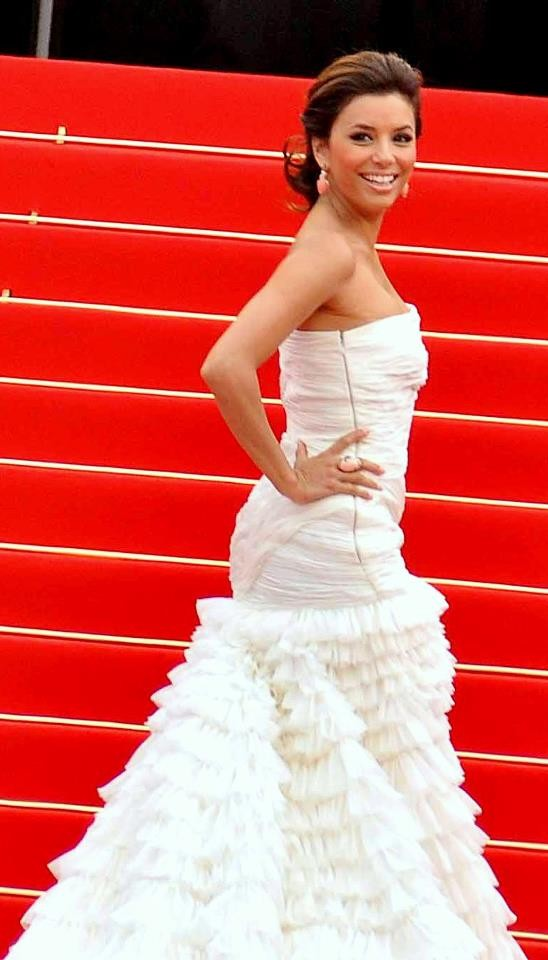
Eva Longoria au festival de Cannes 2010.

### Récompenses
- 2002 : ALMA Awards de l'actrice exceptionnelle pour Les Feux de l'amour.
- 11e cérémonie des Screen Actors Guild Awards 2005 : Meilleure distribution pour une série comique pour Desperate Housewives partagée avec Ricardo Antonio Chavira, Marcia Cross, Steven Culp, James Denton, Teri Hatcher, Felicity Huffman, Cody Kasch, Andrea Bowen, Jesse Metcalfe, Mark Moses, Nicollette Sheridan et Brenda Strong.
- Teen Choice Awards 2005 : 
  - Révélation féminine dans une série télévisée comique pour Desperate Housewives.
  - Meilleure actrice dans une nouvelle série télévisée comique pour Desperate Housewives.
- ALMA Awards 2006 : Personnalité féminine de l'année
- 12e cérémonie des Screen Actors Guild Awards 2006 : Meilleure distribution pour une série comique pour Desperate Housewives partagée avec les autres acteurs.
- 2007 : Bambi Awards de la meilleure série télévisée comique pour Desperate Housewives.
- 2007 : People’s Choice Awards de la meilleure actrice pour Desperate Housewives.
- 2015 : Northeast Film Festival de la meilleure distribution d'un court métrage pour Wasted Beauty
- 2018 : Imagen Awards de la meilleure actrice pour Overboard

### Nominations
- 2005 : DVD Exclusive Awards de la meilleure actrice dans un drame d'aventure pour Carlita's Secret (2005).
- 2005 : Gold Derby Awards de la meilleure performance de l'année pour Desperate Housewives (2004-2012).
- 2005 : Imagen Awards de la meilleure actrice pour Desperate Housewives.
- 2005 : Teen Choice Awards de la meilleure actrice dans une série télévisée comique pour Desperate Housewives .
- Gold Derby Awards 2006 : 
  - Meilleure distribution de l'année dans une série télévisée comique pour Desperate Housewives (2004-2012) partagée avec Ricardo Antonio Chavira, Mehcad Brooks, Richard Burgi, Marcia Cross, James Denton, Harriet Sansom Harris, Teri Hatcher, Zane Huett, Felicity Huffman, Cody Kasch, Brent Kinsman, Shane Kinsman, Joy Jorgensen, Andrea Bowen, Mark Moses, Shawn Pyfrom, Doug Savant, Nicollette Sheridan, Brenda Strong et Alfre Woodard.
  - Meilleure actrice dans une série télévisée comique pour Desperate Housewives.
- Golden Globes 2006 : Meilleure actrice pour Desperate Housewives.
- 2006 : Teen Choice Awards de la meilleure actrice dans une série télévisée comique pour Desperate Housewives.
- 2007 : Imagen Awards de la meilleure actricepour Desperate Housewives (2004-2012).
- 13e cérémonie des Screen Actors Guild Awards 2007 : Meilleure distribution pour une série comique pour Desperate Housewives partagée avec Ricardo Antonio Chavira, Richard Burgi, Mehcad Brooks, Marcia Cross, James Denton, Teri Hatcher, Josh Henderson, Zane Huett, Felicity Huffman, Kathryn Joosten, Nashawn Kearse, Brent Kinsman, Shane Kinsman, Joy Jorgensen, Andrea Bowen, Kyle MacLachlan, Laurie Metcalf, Shawn Pyfrom, Doug Savant, Dougray Scott, Nicollette Sheridan, Brenda Strong, Kiersten Warren et Alfre Woodard.
- 14e cérémonie des Screen Actors Guild Awards 2008 : Meilleure distribution pour une série comique pour Desperate Housewives partagée avec Ricardo Antonio Chavira, Marcia Cross, Dana Delany, James Denton, Nathan Fillion, Lyndsy Fonseca, Rachel G. Fox, Teri Hatcher, Zane Huett, Felicity Huffman, Kathryn Joosten, Brent Kinsman, Shane Kinsman, Joy Jorgensen, Andrea Bowen, Kyle MacLachlan, Shawn Pyfrom, Doug Savant, Dougray Scott, Nicollette Sheridan, John Slattery et Brenda Strong.
- Emmy Awards 2009 : Meilleure actrice pour Desperate Housewives
  - 15e cérémonie des Screen Actors Guild Awards 2009 : Meilleure distribution pour une série comique pour Desperate Housewives partagée avec Kendall Applegate, Ricardo Antonio Chavira, Charlie Carver, Max Carver, Marcia Cross, Dana Delany, James Denton, Lyndsy Fonseca, Rachel G. Fox, Teri Hatcher, Zane Huett, Felicity Huffman, Brent Kinsman, Shane Kinsman, Joy Jorgensen, Andrea Bowen, Kyle MacLachlan, Neal McDonough, Joshua Logan Moore, Shawn Pyfrom, Doug Savant, Nicollette Sheridan et Brenda Strong.
- 2009 : The Streamy Awards de la meilleure guest pour Childrens Hospital
- 2009 : Teen Choice Awards de la meilleure actrice pour Desperate Housewives (2004-2012).
- Teen Choice Awards 2010 : 
  - Star féminine du tapis rouge
  - Meilleure activiste
- 2010 : People’s Choice Awards de la meilleure actrice pour Desperate Housewives.
- 2011 : People’s Choice Awards de la meilleure actrice pour Desperate Housewives.
- 2012 : ALMA Awards de la meilleure actrice dans un film dramatique pour Cristeros
- 2012 : Imagen Awards de la meilleure actrice pour Without Men
- 2012 : People’s Choice Awards de la meilleure actrice dans une série télévisée comique pour Desperate Housewives.
- Behind the Voice Actors Awards 2014 : 
  - Meilleure doublage par une guest dans une série télévisée - comédie ou musical pour Les Simpson
  - Meilleur doublage féminin dans une série télévisée - comédie ou musical pour Mother Up!
- Women's Image Network Awards 2015 : 
  - Meilleure série produite par une femme pour Devious Maids.
  - Meilleure série dirigée par une femme pour Devious Maids.
- 2016 : Imagen Awards de la meilleure actrice pour Telenovela.
- 2017 : Imagen Awards de la meilleure actrice pour Lowriders

### Distinctions
- Dame du Corps royal de la noblesse de la Principauté des Asturies.

## Voix francophones
À partir des Feux de l'amour, Odile Schmitt, fût la voix française régulière d’Eva Longoria pour ses apparitions dans les séries télévisées (Desperate Housewives, Brooklyn Nine-Nine, Devious Maids, Empire, Jane the Virgin, etc.), les films (The Sentinel, Le Fantôme de mon ex-fiancée, Without Men, Overboard, etc.) et les spots publicitaires, jusqu'à sa mort en mars 2020. Cependant, à quelques occasions, elle a pu être remplacée par Claire Guyot, comme dans la série Dragnet en 2003 ou par Emmanuelle Rivière dans Mission : Noël. 
Plus récemment, Armelle Gallaud a remplacé Odile Schmitt dans les publicités L'Oréal, Daria Levannier a doublé l'actrice dans le documentaire Rita Moreno, l'histoire de celle qui a osé (en) et l'émission Chaque chose à sa place avec Clea et Joanna (en) tout comme Claudine Grémy dans Mauvaise connexion ! (en). Depuis 2024, Marie Bouvier se distingue davantage en doublant l'actrice à quatre occasions : dans les séries La Terre des femmes et Only Murders in the Building et les films Alexandre et son voyage épouvantablement terrible et affreux (en) et The Pickup.
Au Québec, Pascale Montreuil assure le doublage de l'actrice dans Le Fantôme de son ex et Geneviève Désilets dans Mission : Noël – Les Aventures de la famille Noël.
- Versions françaises
  - Odile Schmitt[80],[81] : Les Feux de l'amour, Desperate Housewives, The Sentinel, Le Fantôme de mon ex-fiancée, etc.
  - Marie Bouvier[80] : La Terre des femmes, Only Murders in the Building, Alexandre et son Voyage épouvantablement Terrible et Affreux, etc.
  - Claire Guyot[80] : Dragnet, etc.

- Versions québécoises
  - Pascale Montreuil[82] : Le Fantôme de son ex, etc.
  - Geneviève Désilets[82] : Mission : Noël – Les Aventures de la famille Noël, etc.